# Brichta Károly
Brichta Károly (Joel Alon) (Újpest, 1935. január 5. –) magyarországi születésű izraeli diplomata. 1990–1994 között Izrael norvégiai nagykövete volt.

## Életpályája
Brichta László kereskedő és Balassa Margit fia. Amikor 1944-ben Magyarországon megkezdődött a zsidóüldözés, ikertestvérével, Andrással és édesanyjával együtt Auschwitz-Birkenauba deportálták. Megérkezésüket követően testvérével együtt elválasztották édesanyjától és Josef Mengele felügyelete alá került, aki kísérleteket végzett rajtuk, ám ezáltal elkerülték a kortársaikra váró biztost halált. 1945 május elején a család hazatérhetett Magyarországra. Édesapja is túlélte a holokausztot, miután megszökött a munkaszolgálatból, s a háború végéig bujkált. 1945 augusztusában a család illegálisan hagyta el Magyarországot, 1949-ben pedig Bariból Izraelbe költöztek.
1961-ben jelentkezett a külügyminisztériumba egy vizsgára, amelyet teljesített. 1961–1963 között gyakornok volt.
1990–1994 között Izrael norvégiai nagykövete volt, majd Izrael magyarországi nagykövete lett.

## Díjai
- Újpest díszpolgára (1998)[2]
- A Magyar Köztársasági Érdemrend középkeresztje (1999)[3]

## Fordítás
- Ez a szócikk részben vagy egészben  a   Joel Alon című norvég Wikipédia-szócikk ezen változatának fordításán alapul.  Az eredeti cikk szerkesztőit annak laptörténete sorolja fel. Ez a jelzés csupán a megfogalmazás eredetét és a szerzői jogokat jelzi, nem szolgál a cikkben szereplő információk forrásmegjelöléseként.